# Lista de reitores da Universidade Federal de Goiás
Esta é uma lista de reitores da Universidade Federal de Goiás (UFG).
| Nº | Retrato     | Reitor                         | Período         |
| -- | ----------- | ------------------------------ | --------------- |
| 1  |             | Colemar Natal e Silva          | 1961 - 1964     |
| 2  |             | José Martins D'Alvarez         | 1964            |
| 3  |             | Jerônimo Geraldo de Queiroz    | 1965 - 1968     |
| 4  |             | Farnese Dias Maciel Neto       | 1969 - 1972     |
| 5  |             | Paulo de Bastos Perilo         | 1973 - 1977     |
| 6  |             | José Cruciano de Araújo        | 1978 - 1981     |
| 7  |             | Maria do Rosário Cassimiro     | 1982 - 1985     |
| 8  |             | Joel Pimentel de Ulhoa         | 1986 - 1989     |
| 9  |             | Ricardo Freua Bufáiçal         | 1990 - 1993     |
| 10 |             | Ary Monteiro do Espírito Santo | 1994 - 1997     |
| 11 |             | Milca Severino Pereira         | 1998 - 2005     |
| 12 |             | Edward Madureira Brasil        | 2006 - 2009     |
| 12 | 2010 - 2013 | Edward Madureira Brasil        |                 |
| 13 |             | Orlando Afonso Valle do Amaral | 2014 - 2017     |
| 14 |             | Edward Madureira Brasil        | 2018 - 2021     |
| 15 |             | Angelita Pereira de Lima       | 2022 - presente |